# Konrad von Rosdorf
Konrad von Rosdorf (* um 1220 auf Burg Rosdorf bei Göttingen; † 24. Dezember 1271 in Kirchhasel) war Marschall der Grafschaft Henneberg und verwaltete gemeinsam mit seinem Bruder Heinrich (genannt Hassone) von Rosdorf die hessisch-thüringisch-hennebergischen Besitzungen der Herren von Rosdorf. Den Familien-Leitnamen Konrad trug er nach seinem Großvater, Conrad von Rosdorf, der 1155, in Diensten Erzbischof Arnold von Mainz stehend, auf Burg Hardenberg gemeinsam mit seinem Verwandten, Gumprecht von Rosdorf, geurkundet hatte.

## Leben
Wie sein Urgroßvater, Gottfried von Rosdorf (1135), stand Konrad von Rosdorf in Diensten der Grafen von Henneberg. Am 11. Juni 1265 trat er urkundlich als Marschall Graf Hermann I. von Henneberg, anlässlich der Beilegung von Streitigkeiten mit dem Kloster Georgenthal, auf. 
Traurige Berühmtheit erlangte er im Zusammenhang mit der Ermordung des Fürstabts von Fulda, Bertho II. von Leibolz. Obwohl dieser wegen seiner kleinen Statur „Abt Fingehut“ genannt wurde, hatte er nach seiner Wahl 1261, gemeinsam mit Landgraf Heinrich von Meißen, die Adligen und Ritter als Lehensnehmer der Abtei Fulda energisch, unter dem Vorwand des Raubrittertums, bekämpft. Dabei hatte er 15 Burgen erobert und größtenteils zerstört. Nicht nur hierdurch hatte er sich mächtige Feinde gemacht. Ein Großteil von Fuldas Adel lag mit Abt Bertho II. auch wegen umfangreicher finanzieller Forderungen im Streit, die der Abt den Adligen schuldete. Wegen nicht erfolgter Entschädigungen für ihre zerstörten Burgen und Schlösser hatte sich eine explosive Stimmung im betroffenen Adel zusammengebraut, auch weil dieser dem Abt zudem in vielen Fällen Urkundenfälschung und Abrechnungsbetrug vorwerfen konnte.
Anlässlich eines von Abt Bertho II. gehaltenen Gottesdienstes in der von ihm – mit den teils zu Unrecht erhobenen und rechtswidrig einbehaltenen Geldern des Adels – erbauten Jakobskapelle, entlud sich der aufgestaute Frust und Hass der Adligen am 18. März 1271. Insgesamt 26 Ritter, unter ihnen Konrad von Rosdorf, der wie im Fall von Kloster Georgenthal, eigentlich gekommen war, um bei der Schlichtung des Streits zu vermitteln, ermordeten den verhassten Fürstabt, bzw. unterließen es, wie Marschall Konrad von Rosdorf, diesem zu Hilfe zu eilen. Papst Gregor X. erklärte Abt Bertho II. nach dessen Ermordung zum Märtyrer und sprach den Kirchenbann über dessen Mörder und Mitwisser – wie Konrad von Rosdorf – aus.
Berthos Nachfolger, Fürstabt Bertho III. von Mackenzell stellte den Mördern zu Weihnachten 1271 in Kirchhasel (Hünfeld) eine Falle, und ließ sie von Bewaffneten während des Weihnachtsgottesdienstes, am 25. Dezember 1271, in der Kirche vor den Augen von Kindern und ihren Familien grausam niederstechen, teilweise enthaupten. Auch Konrad von Rosdorf kam bei dem Gemetzel ums Leben. Seine Cousine, Bertradis von Rosdorf, 1269 bis 1279 Äbtissin von Kloster Kaufungen, stiftete ihm trotz Kirchenbann ein Ehrengedenken, da sie von seiner Unschuld überzeugt war.